# Saint-Symphorien, Ille-et-Vilaine

Saint-Symphorien este o comună în departamentul Ille-et-Vilaine, Franța. În 1 ianuarie 2022 avea o populație de 613 de locuitori.